# قهرمان (سقز)
قهرمان روستایی از توابع بخش مرکزی در شهرستان سقز است که در استان کردستان ایران قرار دارد.

## جمعیت
این روستا در دهستان تموغه واقع شده و براساس سرشماری سال ۱۳۸۵، جمعیت آن ۸۷ نفر (۱۶ خانوار) بوده‌است.